# Renan Antunes de Oliveira
Renan Antunes de Oliveira (Nova Prata, 10 de dezembro de 1949 — Florianópolis, 19 de abril de 2020) foi um jornalista brasileiro, com passagens em diversos veículos do país.
Foi repórter da Revista Veja, Gazeta do Povo (do Paraná), RBS, IstoÉ e Estadão (como correspondente do jornal em Nova Iorque).
Em 2004, foi o vencedor do Prêmio Esso de Reportagem com a matéria A Tragédia de Felipe Klein, publicada no Jornal Já, um jornal independente de Porto Alegre, com tiragem mensal de cinco mil exemplares. Também foi a primeira vez que um jornal do Rio Grande do Sul ganhou na categoria nacional. No mesmo ano, foi considerado o Jornalista do Ano, no prêmio Press do Rio Grande do Sul. 
Entre outras proezas, Renan foi preso em 2001 pela polícia iraniana no deserto próximo à cidade de Zaedã. O lugar, uma tríplice fronteira entre o país, Afeganistão e Paquistão, era uma das portas de entrada para a guerra. O jornalista foi levado para uma cadeia, encapuzado e interrogado durante 30 horas. Na época, correspondente do jornal Gazeta do Povo, Renan contou por telefone que estava sendo bem tratado. "Me serviram pão, arroz e lentilhas.’ Bem-humorado, completou:"preciso mesmo de uma dieta".
Em novembro de 2019, lançou o livro "Em carne viva com calda de chocolate", pela Jornal Já Editora, onde reúne alguns de seus artigos e reportagens.
Portador de câncer e translantado renal há um mês, faleceu em sua residência, após sofrer um infarto
. Com suspeita de Covid-19, a médica telefonara um dia antes de sua morte, avisando que o exame para coronavírus dera negativo. Como a tomografia do pulmão, feita cinco dias antes, havia acusado manchas compatíveis com a doença, Renan estava tomando um coquetel à base de hidroxicloroquina e azitromicina.